# The Unlisted
The Unlisted es una serie australiana de drama para niños y jóvenes adolescentes. La serie sigue la historia de dos gemelos idénticos de 13 años, Drupad y Kalpen Sharma, quienes trabajan junto con un grupo de niños que viven en el subterráneo para detener a una organización mundial que planea tener control total sobre todos los jóvenes.
The Unlisted es producido por Polly Staniford y Angie Fielder. Sus productores ejecutivos son Justine Flynn, Libbie Doherty y Carla De Jong. El creador y el showrunner es Justine Flynn. La serie es dirigida por Rhys Graham, Justine Flynn, Neil Sharma, Nick Verso, Lucy Gaffy y Rebecca O’Brien. Fue escrito por Mithila Gupta, Timothy Lee, Tristram Baumber, Chris Kunz, Greg Waters, Jane Allen, Rhys Graham, Nicholas Brown y Natesha Somasundaram. Es una producción de Aquarius Films y Netflix adquirió los derechos globales fuera de Australia.

## Elenco

### Principales
- Ved Rao es Kalpen Sharma
- Vrund Rao es Drupad Sharma
- Miah Madden es Kymara
- Abigail Adriano es Rose
- Nya Cofie es Jacob
- Jean Hinchliffe es Gemma

### Secundarios
- Saba Zaidi Abdi es Rotrex
- Nicholas Brown es Rahul
- Virginie Laverdure es Anousha
- Avishma Lohith es Vidya
- Zenia Starr es Bua
- Otis Dhanji es Tom Hallen
- Suzi Dougherty es Srta. Biggs
- Aria Ferris es Chloe
- Danny Kim es Sr. Parks
- Annabel Wolfe es Regan

## Premisa
Drupad y Kalpen Sharma son dos gemelos idénticos que descubren una organización mundial que quiere dominar a todos los jóvenes llamada la Iniciativa Global por los Niños. Junto con un grupo de amigos que viven en el subterráneo, Kymara, Rose, Jacob y Gemma, trabajan juntos para detener a la Iniciativa Global por los Niños.